# Lina Leandersson
Lina Leandersson, född 27 september 1995 i Falun, är en svensk skådespelare. Som trettonåring gjorde hon långfilmsdebut i den svenska vampyrfilmen Låt den rätte komma in (2008), som är baserad på  boken med samma namn. Hon föddes och växte upp i Falun i Dalarna. 2013 spelade Leandersson en av rollerna i Sofia Norlins långfilm Ömheten. År 2015 spelade hon rollen som Hedvig i Vildanden på Dramaten i Stockholm.

## Låt den rätte komma in
Leandersson sökte till Låt den rätte komma in genom en webb-baserad castingservice. Efter att ha blivit kontaktad av barncastingdirektören Maggie Widstrand fick hon provspela tre gånger innan hon fick rollen. Där spelar hon barnvampyren Eli som blir vän med 12-åriga Oskar. Då karaktären Eli är en androgyn varelse i filmen, bestämde regissören Tomas Alfredson att dubba Leanderssons röst med en mindre feminin. Elis röst som hörs i filmen står Elif Ceylan för.

## Filmografi

### Filmer
| År   | Titel                                                                               | Roll  |
| ---- | ----------------------------------------------------------------------------------- | ----- |
| 2008 | Låt den rätte komma in                                                              | Eli   |
| 2011 | 15 - Det är mitt liv (TV-serie S1.E6)                                               | Sarah |
| 2013 | The Arbiter                                                                         | Ronja |
| 2013 | Ömheten                                                                             | Zerin |
| 2022 | Stilla liv - En film om skapandet av Lars Noréns verk som utspelar sig bortom orden |       |

## Teater

### Roller (ej komplett)
| År   | Roll   | Produktion                  | Regi                | Teater      |
| ---- | ------ | --------------------------- | ------------------- | ----------- |
| 2015 | Hedvig | Vildanden Henrik Ibsen      | Anna Pettersson     | Dramaten    |
| 2016 | Anna   | Fåglarna Tarjei Veesas      | Ole Anders Tandberg | Dramaten    |
| 2016 | Katja  | Fäder och söner Brian Friel | Runar Hodne         | Dramaten    |
| 2017 |        | Stilla liv Lars Norén       | Lars Norén          | Dramaten    |
| 2020 |        | Vasa August Strindberg      | Anna Pettersson     | Dalateatern |

## Priser och nomineringar
Priser
- Online Film Critics Society Awards 2008: Genombrottsroll - Låt den rätte komma in
- Wonder Awards 2009: Bästa kvinnliga huvudroll - Låt den rätte komma in

Nomineringar
- Chicago Film Critics Association Awards 2008: Mest lovande utövare - Låt den rätte komma in